# Sergej Sazonov
Sergej Dimitrijevitsj Sazonov CGB (Russisch: Сергей Дмитриевич Сазонов) (Gouvernement Rjazan, 10 augustus 1860 - Nice, 25 december 1927) was een Russisch diplomaat.

## Achtergrond, opleiding en vroege carrière
Sergej Sazonov was afkomstig uit de lage adel. Hij studeerde aan het prestigieuze Tsarskoje Selo-lyceum en werkte sinds 1883 op het ministerie van Buitenlandse Zaken. In 1890 werd hij medewerker op de Russische ambassade in Londen en van 1894 tot 1904 was hij werkzaam bij de Russische diplomatieke missie in het Vaticaan. Van 1904 tot 1906 was hij ambassadeur te Londen en van 1906 tot 1907 minister-resident bij de Heilige Stoel. In 1907 werd hij ambassadeur in de Verenigde Staten van Amerika.

## Minister van Buitenlandse Zaken
Sergej Sazonov keerde in de voorzomer van 1909 naar Rusland terug en op 26 juni van dat jaar werd hij benoemd tot onderminister van Buitenlandse Zaken in het kabinet van premier Pjotr Stolypin, zijn zwager. Het feit dat zijn zwager premier was, droeg bij aan zijn benoeming tot minister van Buitenlandse Zaken van Rusland (september 1910). Kort na zijn aanstelling als minister regelde hij een ontmoeting tussen tsaar Nicolaas II van Rusland en keizer Wilhelm II van Duitsland in Potsdam (4 t/m 6 november 1906). Een Russisch-Duits bondgenootschap leek in de maak. De Duitse keizer hoopte zijn invloed in de Vruchtbare Sikkel te vergroten zonder dat Rusland zou tegenstribbelen (Bagdad-spoorweg); in ruil zou Rusland zijn invloed op Perzië kunnen uitbreiden. Op 19 augustus 1911 werd het Potsdam Verdrag getekend. De totstandkoming van dit verdrag was grotendeels het werk van Sazonov en bedoeld om de (lauwe) betrekkingen tussen Rusland en Duitsland te verbeteren, maar ook om het Verenigd Koninkrijk (bondgenoot van Rusland, zie: Entente) een hak te zetten uit wraak voor het uitblijven van hulp aan Rusland tijdens de Bosnische crisis (1908). Uiteindelijk kwam het Russisch-Duits bondgenootschap niet van de grond omdat de verhoudingen tussen de beide rijken in 1913 danig verslechterden vanwege de toenemende Duitse invloed op het Ottomaanse Rijk - aartsvijand van Rusland.

### Russisch-Japans Verdrag

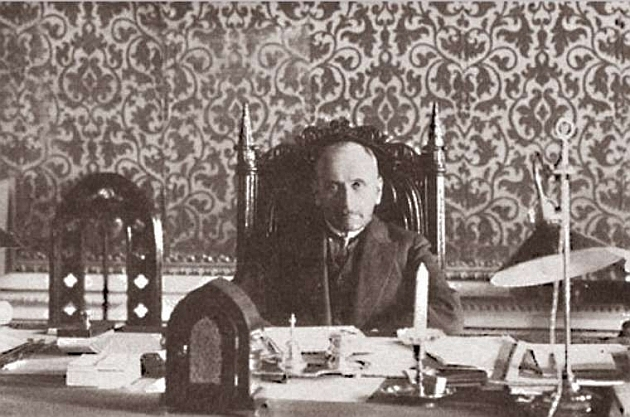
Sergej Sazonov aan zijn bureau tijdens zijn ministerschap

Sergej Sazonov stelde zich als minister van Buitenlandse Zaken bijzonder vriendelijk op tegen Japan, het land dat Rusland in 1905 had verslagen tijdens de Russisch-Japanse Oorlog. Op 8 juli 1912 werd een geheim verdrag gesloten betreffende de verdeling van Binnen-Mongolië in invloedssferen tussen Rusland en Japan. Een Russisch-Japanse Defensieve Alliantie kwam op 3 juli 1916 tot stand om de Russische en Japanse invloedssferen in China af te bakenen.

### Eerste Wereldoorlog
Op 28 juni 1914 werd de Oostenrijks-Hongaarse troonopvolger aartshertog Frans Ferdinand van Oostenrijk-Este tijdens een bezoek aan Sarajevo (Bosnië en Herzegovina) door een Bosnisch-Servische nationalist vermoord. Oostenrijk-Hongarije zon op wraak en wilde, gesteund door bondgenoot Duitsland, het Koninkrijk Servië - een Russische bondgenoot - aanvallen. Minister Sazonov probeerde de situatie te sussen en trachtte Rusland buiten een eventueel militair conflict te houden. Hierdoor kwam Sazonov onder vuur te liggen van de Pan-Slavistische fractie, die voorstander waren van een oorlog tegen Duitsland en Oostenrijk-Hongarije om de Russische invloed op de Slavische "broedervolkeren" op de Balkan te vergroten. Toen Oostenrijk-Hongarije Servië aanviel, adviseerde Sazonov de tsaar om het leger te mobiliseren, de tsaar nam dit advies over. De Russische mobilisatie leidde tot de oorlogsverklaring door Duitsland aan het tsarenrijk (1 augustus). De Russische deelname aan de oorlog – aan de zijde der Entente – was hierna een feit.
Gedurende de eerste maanden stond Sazonov in nauw contact met Roemeense diplomaten. Mocht Roemenië de zijde van de Entente kiezen, aldus Sazonov, dan zou Rusland Roemenië in zijn territoriale aspiraties steunen. Sazonov wist de Fransen en Britten zover te krijgen Ruslands claim op Constantinopel en omgeving te ondersteunen wanneer het Ottomaanse Rijk zou worden verslagen. 
Mede dankzij Sazonovs tactische optreden ten opzichte van Frankrijk en het Verenigd Koninkrijk, bleven de broze verhoudingen tussen de Entente-partners, Rusland enerzijds en Frankrijk en het Verenigd Koninkrijk anderzijds, behouden.

### Sazonovs val
De liberale Sazonov werd vanwege zijn goede contacten in Frankrijk en het Verenigd Koninkrijk door de tsarina (Alexandra Fjodorovna) en haar aanhangers, terecht of onterecht, ervan verdacht een "parlementarist" en voorstander van een constitutionele monarchie te zijn. De tsarina drong er bij de tsaar op aan om Sazonov te ontslaan, maar de tsaar wachtte hier aanvankelijk mee. Sazonovs val kwam in juli 1916. Hem werd kwalijk genomen dat hij een autonoom Polen verbonden met de Russische kroon voorstond. Rusland had dit aan het begin van de oorlog beloofd, maar veel Russische conservatieven én de tsarina wisten de tsaar er gedurende de oorlog van te overtuigen dat dit een inbreuk op de autocratie betekende. Sazonov bleef, gesteund door de Franse en Britse regeringen, achter de belofte staan Polen autonomie toe te kennen. Half juli, toen Sazonov op vakantie was in Finland, ontving hij van de tsaar zijn ontslag. Kort hierop benoemde koning George V van het Verenigd Koninkrijk hem het Ridder Grootkruis in de Orde van het Bad.
In het voorjaar van 1917 werd Sazonov door de tsaar tot ambassadeur in Londen benoemd. Nog voor hij naar Engeland kon afreizen, brak de Februarirevolutie uit en werd de tsaar verdreven. 
Na de Oktoberrevolutie (1917), die de bolsjewieken aan de macht bracht, werd Sazonov adviseur (lid van de Speciale Raad) van de Witte generaal Anton Denikin. Later werd hij minister van Buitenlandse Zaken in de Witte regering van admiraal Aleksandr Koltsjak (november 1918) en vertegenwoordigde in 1919 de Witte regering op de Parijse Vredesconferentie. Toen de Witte beweging in elkaar zakte vestigde Sazonov zich in Frankrijk waar hij zijn memoires schreef. 
Sergej Sazonov overleed eind 1927 op 67-jarige leeftijd te Nice.